# سوخت هواپیما

سوخت‌گیری یک بالگرد آتش‌نشان سیکورسکی اس-۶۱ در استرالیا

سوخت هواپیما نوع خاصی از سوخت‌های نفتی است که برای تولید نیرو در هواپیماها، هلیکوپترها و دیگر هواگردها استفاده می‌شود. سوخت‌های هواپیما معمولاً نسبت به سوخت‌هایی که در کاربردهای کمتر حساس مثل ترابری جاده‌ای یا ایجاد گرما استفاده می‌شوند، از کیفیت بالاتری برخوردار هستند.
بیشتر سوخت‌های هواپیما انواع با کیفیتی از بنزین سفید(هژیر) هستند که معمولاً افزودنی‌هایی برای جلوگیرری از خوردگی، زنگ زدن، انجماد و اشتعال در دمای بالا، به آن‌ها اضافه می‌شود.

## انواع
سوخت‌های هواپیما به دو دسته کلی تقسیم می‌شوند:
- سوخت جت: این نوع سوخت‌ها که همگی در خانواده نفت سفید قرار می‌گیرند، در هواپیماهای دارای موتور توربینی (توربوجت، توربوفن و توربوپراپ) استفاده می‌شود. به‌طور کلی موتورهای توربینی (که جت‌ها یکی از انواع آن هستند) توانایی استفاده از طیف متنوعی از سوخت‌های نفتی را دارند اما سوخت مناسب آن‌ها بایستی دمای اشتعال بالایی داشته باشد، رسوب نکرده و ایجاد زنگ‌زدگی نکند، ارزش حرارتی بالایی داشته و به بخش‌های داغ توربین موتور آسیب نرساند و در هوای سرد نیز به خوبی جریان پیدا کند.[۱]
- بنزین هواپیما: بنزین هواپیما تنها در هواپیماهای دارای موتور پیستونی استفاده می‌شود. این نوع سوخت یک نوع بنزین مرغوب و خالص با عدد اکتان بالا است. با توجه به اینکه فقط برخی از هواپیماهای کوچک از موتورهای پیستونی استفاده می‌کنند، این نوع سوخت در حجم بسیار کمتری نسبت به سوخت جت تولید و به فروش می‌رسد.